# فريدرش الثاني، ناخب ساكسونيا
فريدرخ الثاني الدمث (الألمانية:Friedrich, der Sanftmütige؛ 22 أغسطس 1412 - 7 سبتمبر 1464)؛ كان ناخب ساكسونيا بين عامي 1428 حتى وفاته، لاندغراف تورينغيا من 1440 حتى 1445.

## حياته
فريدرخ هو أكبر أبناء فريدرخ الأول ناخب ساكسونيا وكاثرينا من براونشفايغ-لونيبورغ.
بعد وفاة والده في 1428 حكم الأراضي العائلة بالمشاركة مع أخوته الأصغر فيلهلم الثالث وهاينرخ وسيغيسموند، في 1433 توصلت الأسرة أخيراً إلى صلح مع هوسيون، وفي 1438 استطاع فريدرخ الثاني تحقيق الانتصار في معركة سلتيتز، وفي العام نفسه عقد أول برلمان فيدرالي في ساكسونيا من خلال حصوله على حق البحث في الابتكارات في المسائل الضريبية دون الرجوع إلى الحاكم.
بعد وفاة شقيقه هاينرخ في 1435 اضطر سيغيسموند على تخلى عن منصبه وأصبح أسقف في 1440، وبذلك قسم فريدرخ وفيلهلم ممتلكاتهم، في تقسيم عُرف بـ تقسيم ألتنبورغ في 1445، تلقى فيلهلم أجزاء في تورينغيا وفرنكونيا، وفي حين حصل فريدرخ على الجزء الشرقي من الإمارة، في حين ظلت مناجم ضمن الممتلكات المشتركة، غير أن صراعات حول التوزيع أدت في 1446 إلى حرب بين الأخوين التي انتهت في 27 يناير 1451 بـ صلح نورنبيرغ، ومع معاهدة إيغر في 1459 قام الناخب فريدرخ مع شقيقه فيلهلم وأيضا ملك بوهيميا جيري بوديبراد بـ ترسيم وتثبيت الحدود بين بوهيميا وساكسونيا عند مشارف جبال الخام (الألمانية:Erzgebirge) ووسط إلبه ما زالت هذه الحدود موجودة حتى يومنا هذا، ولذلك تعتبر من أقدم حدود قائمة في أوروبا.
بعد وفاة فريدرخ تولى أبناؤه إرنست وألبرخت حكم الأراضي معا، وعند وفاة شقيقه الدوق فيلهلم في 1482 دون ورثة ذكور عادت تورينغيا إلى أبناء فريدرخ.

## الذرية
في لايبزيغ في 3 يونيو 1431 تزوج فريدرخ من مارغريت من النمسا ابنة إرنست من النمسا وشقيقة الإمبراطور فريدرخ الثالث؛ كان لديهم ثمانية أبناء:-
- أماليا (4 أبريل 1436 - 19 أكتوبر 1501)؛ تزوجت من لودفيغ التاسع دوق بافاريا-لاندسهوت.
- آنا (7 مارس 1437 - 31 أكتوبر 1512)؛ تزوجت من ألبرخت الثالث آخيل ناخب براندنبورغ.
- فريدرخ (28 أغسطس 1439 - 23 ديسمبر 1451).
- إرنست ناخب ساكسونيا (24 مارس 1441 - 26 أغسطس 1486).
- ألبرخت الثالث دوق ساكسونيا (31 يوليو 1443 - 12 سبتمبر 1500).
- مارغريت (1444؟ - 19 نوفمبر 1498)؛ راهبة.
- هيدفيغ (31 أكتوبر 1445 - 13 يونيو 1511)؛ أميرة كفيدلينبورغ الراهبة.
- ألكسندر (24 يونيو 1447 - 14 سبتمبر 1447).